# Ahmad Amirabadi

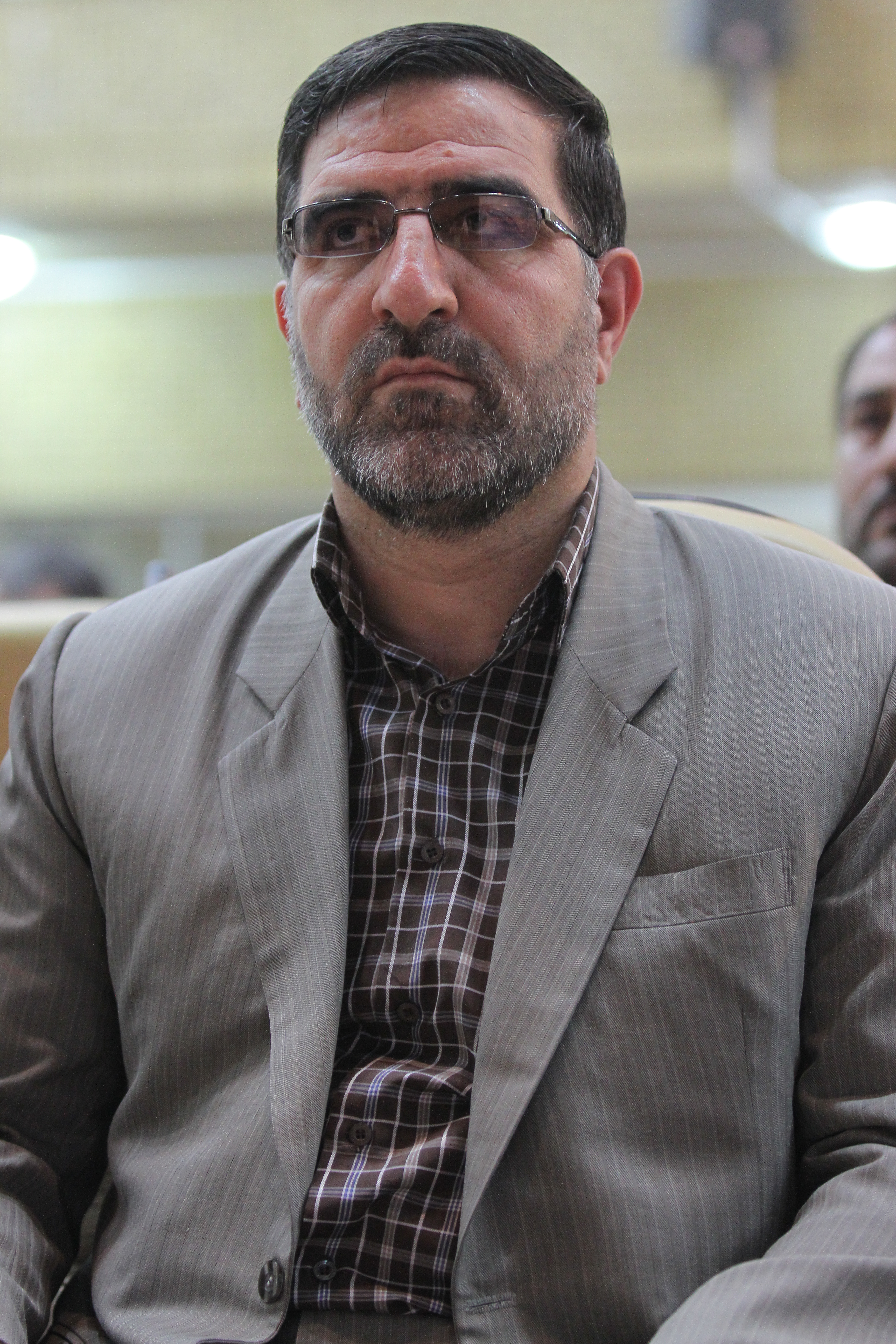

Ahmad Amirabadi Farahani (Farahan, 1973) é um político conservador iraniano e ex-oficial militar da Guarda Revolucionária.

## Biografia
Amirabadi nasceu em Farahan, perto de Tafresh, na província de Markazi, de família do Azerbaijão. É membro da Assembléia Consultiva Islâmica pelo eleitorado de Qom.

## Surto de COVID-19
Em 24 de fevereiro de 2020, durante o surto de coronavírus de 2020 no Irã, Amirabadi Farahani alegou que havia pelo menos 50 mortes por doença de coronavírus 2019 (COVID-19) em Qom, enquanto o vice-ministro da saúde Iraj Harirchi alegou que havia apenas 12 mortes por COVID-19 em todo o Irã e apenas 61 casos confirmados de infecções por SARS-CoV-2.